# Ryan Brathwaite
Ryan Brathwaite (Barbados, 6 de junio de 1988) es un atleta barbadense, especialista en la prueba de 110 m vallas, con la que llegó a ser campeón mundial en 2009.

## Carrera deportiva
En el Mundial de Berlín 2009 gana la medalla de oro en 110 metros vallas, haciendo un tiempo de 13,14 segundos, récord nacional de Barbados, por delante de los estadounidenses Terrence Trammell y David Payne.